# Karolyn Kirby
Karolyn Kirby (ur. 30 czerwca 1961 w Brooklynie) – amerykańska siatkarka plażowa, brązowa medalistka mistrzostw Świata 1997 grając z Nancy Reno. Wygrały również turniej na Igrzyskach Olimpijskich w 1992, gdzie siatkówka plażowa była dyscypliną pokazową. Dwukrotna zwyciężczyni cyklu World Tour w 1992 wraz z Nancy Reno oraz w 1993 z Liz Masakayan.